# 天の極

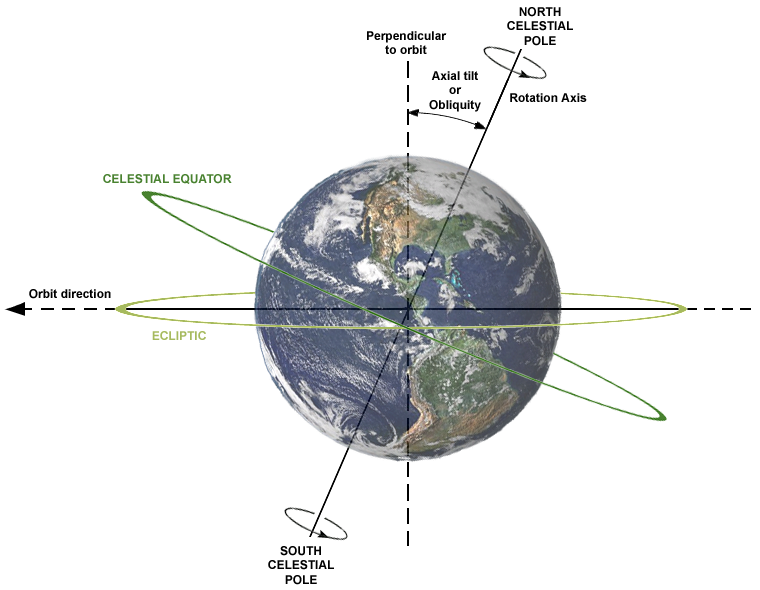
天の極と地軸・軌道平面・赤道傾斜角の関係を表した図。

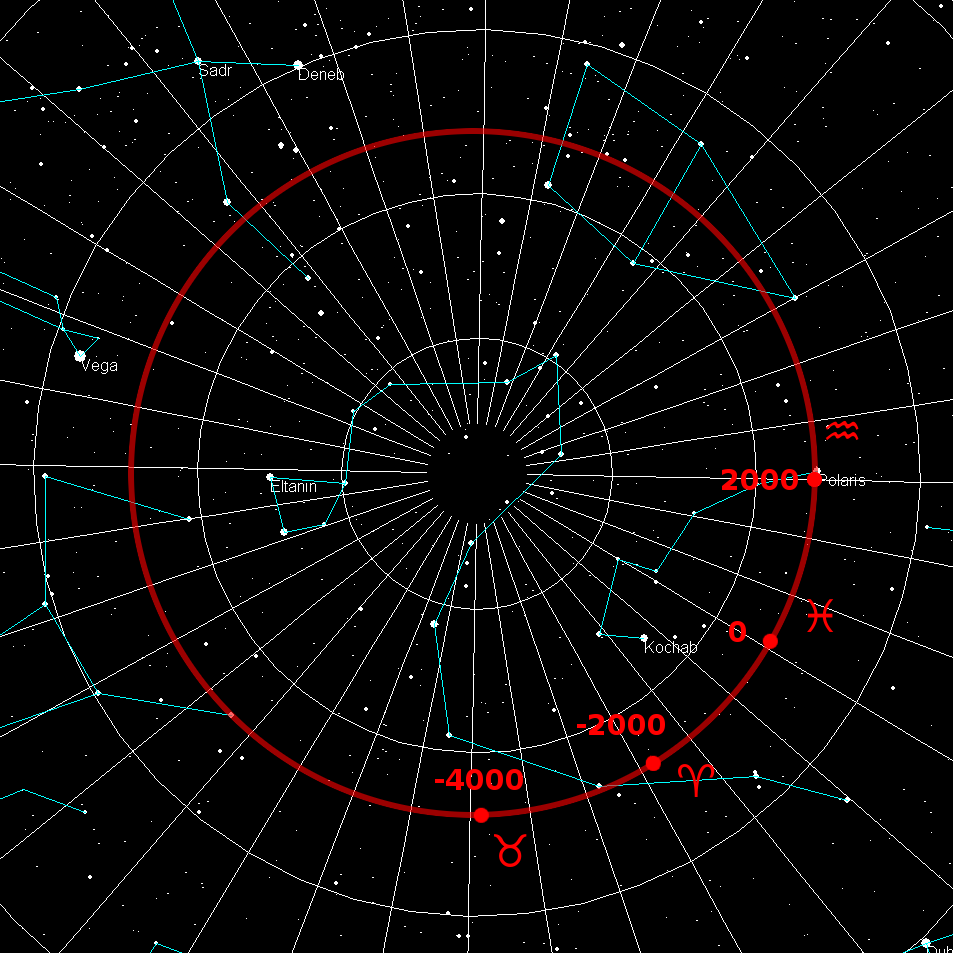
黄道北極を中心とした天の北極の移動経路。占星術年代の4つの時代区分の開始地点が各々の黄道十二星座のシンボルで表されている。石器時代から銅器時代初期はおうし座の時代、銅器時代中期から古典古代はおひつじ座の時代、古代末期から現代はうお座の時代、そして3千年紀中期からはみずがめ座の時代とされている。

天の極（てんのきょく、英: celestial pole）は、地軸と天球が交わる点である。天の北極（てんのほっきょく、英: north celestial pole）と天の南極（てんのなんきょく、英: south celestial pole）があり、それぞれ地軸の北極と南極を延長した位置にある。地球の自転に伴い、すべての天体は固定された天の極を中心に日周運動しているように見える。
天の極は赤道座標系の極でもあり、赤道座標系の赤緯 +90° は天の北極に、赤緯 -90° は天の南極に対応している。天の極は固定されているように見えるが、実際には歳差運動により約25,700年周期で円を描く形で移動しており、背景の星に対して恒久的に固定された位置にある訳ではない。地軸は他にも様々な運動の影響を受けており、天の極が僅かにずれる原因となっている（章動・極運動・赤道傾斜角を参照）。先述の運動とは別に、長期間に渡って星の位置自体が変化するのは、天体の固有運動のためである。
この天の極という概念は、他の惑星にも適用することが可能である。宇宙に存在する惑星はそれぞれ異なる向きにある地軸を持っているため、それらの天の極は地球とは異なる様々な位置にある。また、視差により恒星の見かけの位置も地球とは異なったものとなる。

## 天の北極
現在の天の北極はポラリスから 1° 以内の場所にある。そのため、ポラリスは天測航法などで方位測定に用いられる便利な北極星として一般的に知られている。また常に地平線の北側にあるだけではなく、常に観測者の地理的緯度と等しい高度に見えることでも知られている。
ポラリスが天の北極付近にあるのは、歳差運動の約25,700年周期のうち極一部に過ぎない。ポラリスは約1,000年後まで天の北極付近に留まり続けるが、その頃には天の北極はエライ（ケフェウス座γ星）に近づいている。約5,500年後には、天の北極はアルデラミン（ケフェウス座α星）に近づき、12,000年後にはベガ（こと座α星）が北極星になる（ただし天の北極から約 6° 離れる）。

### 見つけ方
ポラリスを見つけるには、まず北を向いておおぐま座（北斗七星）とこぐま座を見つける。次に北斗七星の柄の反対側にある2つの恒星（α星とβ星）を結ぶ線が、さらに柄杓の上に向かう線を描いていると想像する（α星とβ星の距離の5倍ほど）。この線は、こぐま座の尻尾になっている部分の先端にある恒星を指す形になる。その恒星がポラリスである。

## 天の南極

天の南極の見つけ方。

天の南極ははちぶんぎ座にあり、南半球からしか見ることができない。はちぶんぎ座σ星が南極星として天の南極から 1° ほど離れた場所にあるが、5.5等星の明るさであり晴れた夜でもほとんど見ることはできない。

### 見つけ方

#### みなみじゅうじ座
天の南極は、みなみじゅうじ座とその2つの指極星（ケンタウルス座α星とケンタウルス座β星）を使って見つけることができる。十字の長軸の両端にある2つの星、すなわちアクルックス（みなみじゅうじ座α星）とガクルックス（みなみじゅうじ座γ星）の間に線を引き、この線に沿って空を観察する。十字の長軸の4.5倍の距離を十字の細い方が指している方向に向かって進み、2つの指極星を繋いだ線を半分に分割し、みなみじゅうじ座から引いた線と出会うまで線を直角に引く。すると、天の南極から約 5 - 6° の位置に先程引いた2つの直線が交わる点ができる。なお、はえ座がみなみじゅうじ座のすぐ下にあることは容易に確認できるものの、みなみじゅうじ座と天の南極の間自体に目立った星はほとんど存在しない。

#### カノープスとアケルナル
2つ目の方法は、カノープスとアケルナルを使うものである。これらの星と（仮想的な3番目の頂点として設定された）天の南極を結ぶ正三角形を想像するというものである。カノープスがまだ昇っていない場合は、2等星のくじゃく座α星を代用できる。

#### マゼラン雲
3つ目の方法は、南天に見える大マゼラン雲と小マゼラン雲を利用するものであり、月が出ていない晴れた夜に最適である。これらは雲と名付けられているが、星雲ではなく天の川銀河の近くにある矮小銀河である。2番目の方法と同様にマゼラン雲と天の南極を結ぶ正三角形を想像するとよい。

#### シリウスとカノープス
シリウスからカノープスに向かう線は、天の南極から数度以内の位置に向かって続いて伸びている。言い換えると、カノープスはシリウスと天の南極のちょうど中間に位置している。

## ギャラリー
- 北半球では、天の北極の周りを周極星が回っているように見える。ポラリス（天の北極から 1° 以内）は、この写真の中央右にあるほぼ静止している明るい恒星である。
- 天の南極を中心とした日周運動を捉えたタイムラプス動画。マゼラン雲とみなみじゅうじ座が明瞭に映っている。動画の後半では、昇ってきた月が画面全体を明るく照らしている。
- 超大型望遠鏡VLTと天の南極[3]。
- 各年代の天の北極にある星座、図中の数字が年代。
- 各年代の天の南極にある星座、図中の数字が年代。